# Regne del Bòsfor
El Regne del Bòsfor o Regne del Bòsfor Cimmeri o Cimmèric (en grec antic Βασίλειον τοῦ Κιμμερικοῦ Βοσπόρου) va ser un estat sorgit de la unió de diverses polis gregues, encapçalades per la ciutat de Panticapèon, la capital, amb Eupatòria, Fanagòria, Feodòssia i Tanais, per fer front als escites o cimmeris, que dominaven l'interior i algunes zones del Caucas nord. En la seva màxima extensió va arribar pel nord al riu Tanais i l'oest fins a les muntanyes de Teodòsia. El regne es va formar als voltants de l'any 502 aC sota la dinastia anomenada Arcanactida. La regió, fèrtil però estreta, tradicionalment proveïa a Grècia amb 400.000 medimnes de blat i esclaus.
Cap a l'any 438 aC es va establir una nova dinastia d'origen traci, amb Espàrtoc I. La capital es va establir a Panticapèon. La llista dels reis s'ha pogut reconstruir gràcies a les obres d'Estrabó, Diodor de Sicília, Llucià de Samòsata, Poliè i Constantí VII Porfirogènit, i a les monedes trobades a la regió, tot i que resta subjecte a possibles variacions a mesura que es trobin més dades.

## Llista de reis

### Dinastia Arcanactida
- Arcànax 502-480 aC
- Perisades o Parisades
- Leucó
- Sagauros ? -438

### DinastiaEspartòquida
- Espàrtoc I 	438-431 aC
- Seleuc 	431-427 aC
- Interregne 427-407 aC
- Sàtir I	407-393 aC.
- Leucó I	393-353 aC
- Gorgip (junt amb Leucó I) vers 389-349
- Espàrtoc II	353-348 aC
- Parisades I	348-311 aC
- Sàtir II	311-310 aC
- Pritanis 310-309 aC
- Eumel (Eumelos)309-304 aC
- Espàrtoc III	304- vers 284 aC
- Leucanor (assassinat a traïció)
- Eubiot (germanastre bastar de Leucanor)
- Sàtir III
- Parisades II ?- v. 245 aC
- Espàrtoc IV v. 245-v. 240 aC
- Leucó Higainó v. 220-v. 200 aC
- Espàrtoc V v. 200-v. 180 aC
- Parisades III v. 180-v. 150 aC
- Parisades IV v. 150-v. 125 aC
- Parisades V v. 125-108 aC

- Saumac l'escita 108-107 aC

### Dinastia Mitridàtica del Bòsfor
- Mitridates I del Bòsfor i VI del Pont 107-81 aC
- Macares, regent del Bòsfor pel seu pare durant 14 anys. 81-66 aC
- al Pont 66 aC
- Farnaces I del Bòsfor i II del Pont	63-47 aC
- Asandre o Asander	47-46/45 aC
- Mitridates de Pèrgam 46-30 aC
- Asandre 30-16 aC
- Dinamis (reina) 16 - 15 aC
- Escriboni, usurpador 15-13 aC
- Polemó I 13-8 aC
- Fill de Polemó	8 aC-10 dC

- Estat client roma 14 dC-60 dC

- Aspurge 10-38
- Gepepiris (reina i regent) 38-39
- Polemó II (rei del Pont 27-64) vers 39
- Claudi Mitridates II 39-45
- Tiberi Juli Cotis I 45-62
- Territori romà 62-68
- Restabliment del regne 68
- Pitodoris (reina) 68 ?
- Rescuporis I 68-93
- Tiberi Juli Sauromates I 93-123
- Tiberi Juli Cotis II (germà de Rescuporis) 123-132
- Remetalces 132-154
- Juli Eupator 154-173
- Sauromates II 173-210
- Rescuporis II 210-227
- Cotis III 227-229
- Sauromates III 229-233
- Rescuporis III 233-234
- Inintemeros (Ininthimaios) 234-235
- Farsanzes I 235-236
- Inintimeros (segona vegada) 236-239
- Rescuporis IV 239-253
- Farsanzes I (segona vegada) 253-254
- Rescuporis IV (segona vegada) 254-257
- Farsanzes I (tercera vegada) 257-261
- Rescuporis IV (tercera vegada ?) 261-267
- Quedosbi 267-272
- Rescuporis IV (quarta vegada?) 272-275
- Sauromates IV 275-276
- Teiranes 276-279
- Quedosbi (segona vegada) 279-286
- Totorses 286-291
- Sauromates (fill de Criscorones) 291-292
- Totorses 292-308
- Oliotes 308-309
- Radamsades o Radampsis 309-318
- Rescuporis V (o VI) 318-335
- Annibalià 335-342
- Sauromates V vers 343- v. 370
- A Querson ?
- als Huns Vers 375.[1]